# Achen, Moselle
Achen là một xã trong vùng Grand Est, thuộc tỉnh Moselle, quận Sarreguemines, tổng Rohrbach. Tọa độ địa lý của xã là 49° 02' vĩ độ bắc, 07° 11' kinh độ đông. Achen nằm trên độ cao trung bình là 250 mét trên mực nước biển, có điểm thấp nhất là 225 mét và điểm cao nhất là 336 mét. Xã có diện tích 12,12 km², dân số vào thời điểm 1999 là 938 người; mật độ dân số là 77 người/km².

## Thông tin nhân khẩu
| 1962 | 1968 | 1975 | 1982 | 1990 | 1999 |
| ---- | ---- | ---- | ---- | ---- | ---- |
| 857  | 875  | 883  | 896  | 929  | 938  |

## Địa điểm tham quan
- Nhà thờ St. Peter được xây năm 1728.
- Di tích của Tuyến phòng thủ Maginot.